# Густав Генріх фон Бонгард
Генріх Густав фон Бонгард (Густав Петрович Бонгард) (нім. August Gustav Heinrich von Bongard, 12 вересня 1786, Бонн, Німеччина — 6 вересня 1839, Санкт-Петербург, Росія) — німецький ботанік, хірург, статський радник (1835), член-кореспондент Петербурзької академії наук (1829), екстраординарний академік (1836).

## Шлях в науці
Навчався в Медико-хірургічній Йозефінській академії у Відні, яку закінчив у 1810 році зі ступенем доктора хірургії.
З 1819 року займався медичною практикою в Росії, доктор Медико-хірургічної академії. З 1823 року — професор ботаніки Санкт-Петербурзького університету. У 1823–1833 роках — старший лікар при Будинку опікування бідними Імператорського Людинолюбного товариста (Императорское Человеколюбивое общество), у 1825–1831 роках — штатний лікар при Виховному будинку для бідних дітей.
Дійсний член Московського товариства дослідників природи (Московское общество испытателей природы) (1820), фізико-медичного товариств при Московському університеті (з 1821).
Завдяки ініціативі Бонгарда у 1823 році при Академії був влаштований ботанічний музей.
У 1826 році нагороджений орденом Св. Володимира — 4-го ступеня.
Похований на Смоленському євангелічному кладовищі.
Майже всі його роботи відносяться до описів колекцій рослин, зібраних у Бразилії Мертенсом та Постельсом і у колишніх російсько-північноамериканських володіннях.
Свої праці Бонгард друкував у виданнях Академії наук Mémoires та Bulletin scientifique 1830-х.
Підписувався як H. G. Bongard, або H.-G. Bongard, або M. (Monsieur) Bongard

## Родирослин, описані Бонгардом
- Boschniakia C.A.Mey. ex Bong.
- Cladothamnus Bong.
- Lithobium Bong.
- Luetkea Bong.
- Petrobium Bong.
- Philocrena Bong.
- Poteranthera Bong.

## Названі на честь Бонгарда
Рід рослин
- Bongardia C.A.Mey. — Бонгардія

Виды
- Alsophila bongardiana Mett.; Baker
- Anila bongardiana  Kuntze
- Bauhinia bongardii Steud.
- Caragana bongardiana (Fisch. et C.A.Mey.) Pojark.
- Carex bongardiana C.A.Mey.
- Carex bongardii Boott
- Cyathea bongardiana Domin
- Dupatya bongardii Kuntze
- Epilobium bongardii Hausskn.
- Eriocaulon bongardii A.St.-Hil.
- Erythroxylum bongardianum C.A.Mey. ex Peyr.
- Indigofera bongardiana (Kuntze) Burkart
- Lacis bongardii Tul.
- Paepalanthus bongardii Kunth
- Pauletia bongardii (Steud.) A.Schmitz
- Pellaea bongardiana Baker
- Ranunculus bongardii Greene
- Saxifraga bongardii Presl ex Engl.
- Trisetum bongardii Louis-Marie

## Публікації
- Observations sur la végétation de l'ile de Sitcha, 1833
- Esquisse historique des travaux sur la botanique entrepris en Russie depuis, 1834
- Genera plantarum ad familias suas redacta (with Carl Bernhard von Trinius), 1835.
- «Historical Sketch of the Progress of Botany in Russia from the Time of Peter the Great to the Present Day», (translated from the «Recueil Des Actes de Pétersbourg de 1834»); Curtis's Botanical Magazine. Companion to the Botanical Magazine … By W.J. Hooker. Vol. 1. pp. 117–186, (1836)
- Plantae quatuor brasilienses novae (with Carl Bernhard von Trinius), 1839.
- Verzeichniß der im Jahre 1838 am Saisang-Nor und am Irtysch gesammelten Pflanzen, A second supplement to «Flora Altaica» (with Carl Anton von Meyer and Karl Friedrich von Ledebour), 1841.[3]